# فاناتوري
فاناتوري هي قرية تقع في إقليم ياش في رومانيا وبلغ عدد سكانها 4,777 نسمة عام 2002.